# Удлинительные кольца

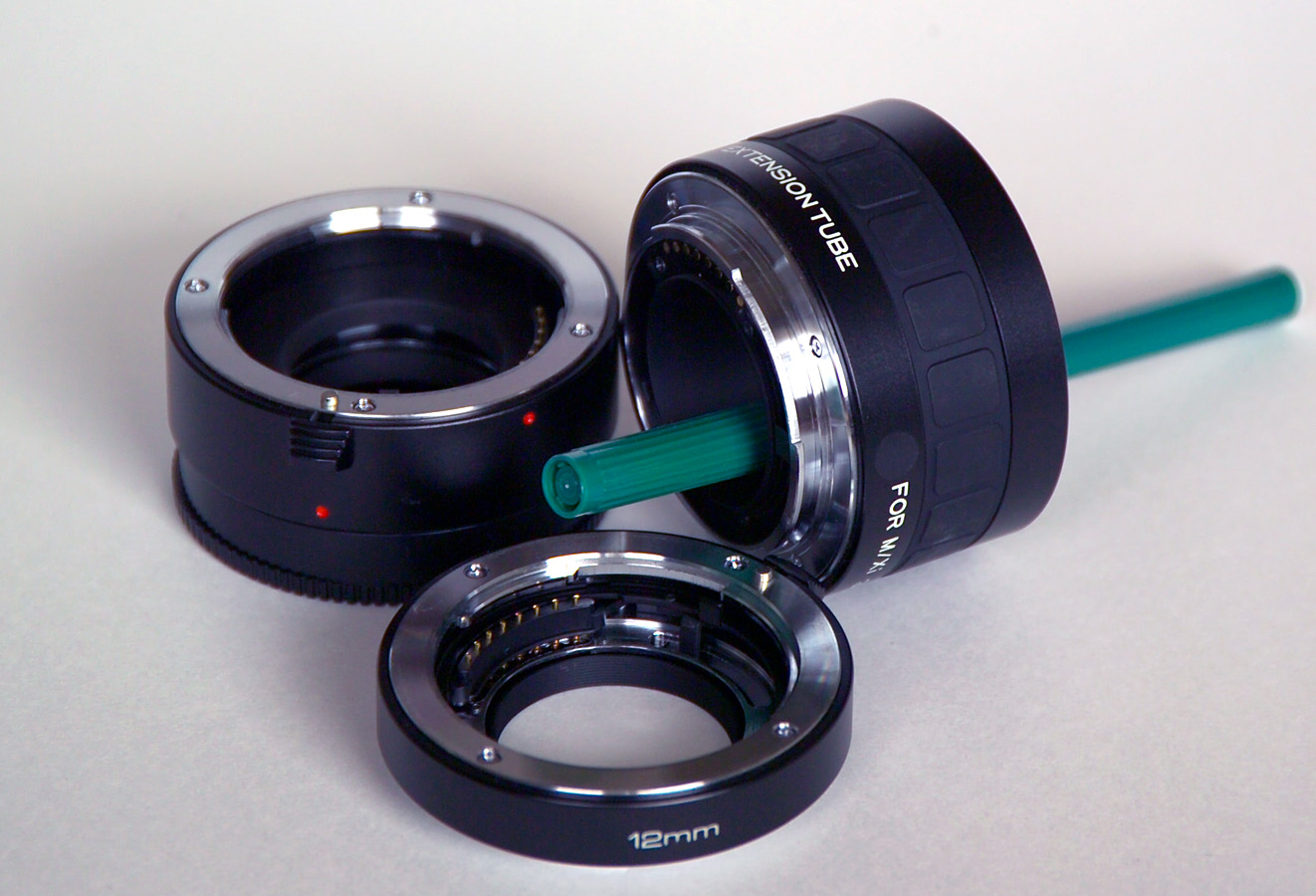
Набор удлинительных колец с байонетным креплением

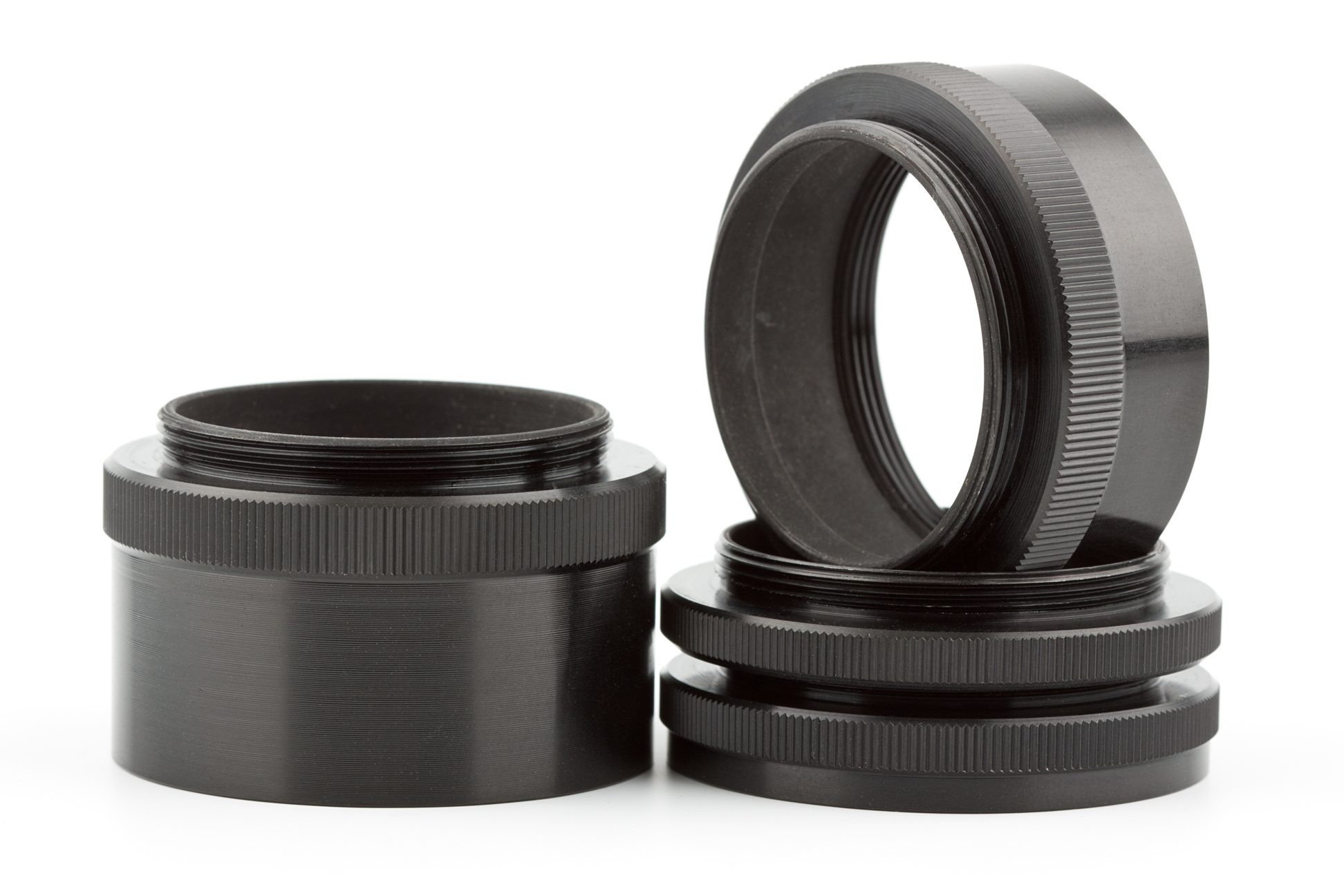
Набор из четырёх удлинительных колец с резьбой M39×1

Внешняя сторона инструкции по применению удлинительных колец

Инструкция по применению удлинительных колец

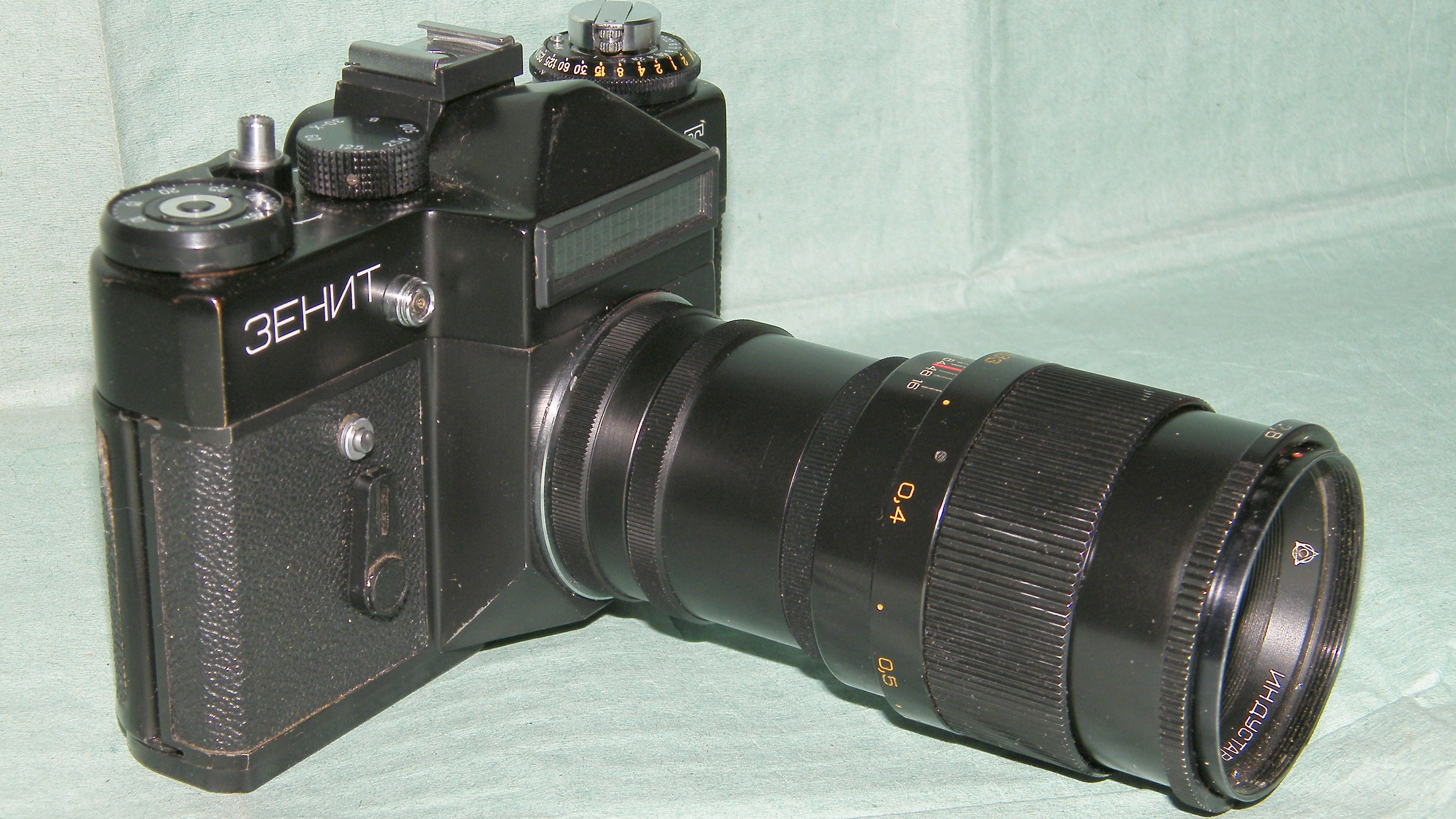
Использование удлинительных колец при макросъёмке

Удлинительные кольца, промежуточные кольца, макро-кольца (от др.-греч. μακρός — большой, крупный) — металлические или пластмассовые кольца, устанавливаемые между корпусом фотоаппарата или кинокамеры и сменным объективом для его фокусировки на очень близкие предметы и съёмки в крупном масштабе. В отличие от насадочных линз, позволяющих вести макросъёмку любыми типами аппаратуры, удлинительные кольца могут использоваться только со съёмными объективами, однако значительно меньше влияют на качество изображения.

## Принцип действия
Назначение макроколец соответствует увеличенному («двойному») растяжению фокусировочного меха фотоаппаратов прямого визирования, позволяя уменьшить ближайшую дистанцию наводки. При этом объектив отодвигается от фокальной плоскости дальше, чем штатным фокусировочным механизмом оправы, отображая резко предметы, расположенные очень близко. При удалении объектива на удвоенное фокусное расстояние, предметы отображаются в масштабе 1:1. Высота кольца определяет доступный масштаб съёмки. Как правило, кольца выпускаются в виде набора из нескольких, имеющих разную высоту. Это позволяет регулировать получаемый масштаб изображения подбором нужного кольца или сочетания нескольких.
Точная фокусировка производится червячным механизмом оправы объектива. В однообъективных зеркальных фотоаппаратах и кинокамерах с зеркальным обтюратором фокусировка производится через штатный видоискатель. При использовании с дальномерными камерами для точной наводки необходима установка в кадровое окно матового стекла вместо фотоплёнки. Цифровые фотоаппараты различных типов позволяют использовать для этих целей электронный видоискатель. В автофокусных системах возможность автофокусировки сохраняется при наличии в кольцах передаточных электрических цепей между микропроцессорами камеры и объектива. Однако в большинстве случаев автофокус, особенно фазовый, начинает работать нестабильно из-за снижения светосилы объектива.
При использовании удлинительных колец неизбежно ухудшается разрешающая сила объектива и увеличиваются аберрации. Это объясняется тем, что оптические расчёты большинства объективов общего назначения производятся для съёмки на «бесконечности». И при больших выдвижениях объектива оптические характеристики снижаются. Иногда этот эффект можно уменьшить, перевернув объектив «задом наперёд». В этом случае пространство предметов и пространство изображений меняются местами, обеспечивая более близкий к расчётному ход лучей. Однако, по сравнению с насадочными линзами, нарушающими корригирование оптической системы объектива и его светорассеяние, удлинительные кольца значительно меньше влияют на качество изображения.

## Изменение параметров изображения

### Увеличение масштаба
Формула линзы
{\displaystyle {\frac {1}{u}}+{\frac {1}{v}}={\frac {1}{f}}}, где
{\displaystyle u~} — расстояние от объекта до фокальной плоскости,

{\displaystyle v~} — расстояние от фокальной плоскости до изображения,

{\displaystyle f~} — фокусное расстояние объектива.
Масштаб изображения {\displaystyle m~} — отношение размера изображения к размеру объекта — равен отношению расстояния от изображения до фокальной плоскости к расстоянию от объекта до фокальной плоскости:
{\displaystyle m={\frac {v}{u}}}.
Таким образом, масштаб выражается через фокусное расстояние объектива и расстояние от фокальной плоскости до изображения следующим образом:
{\displaystyle m={\frac {v}{f}}-1}.
Если обозначить максимальный масштаб без использования удлинительных колец как {\displaystyle m_{0}~}, а соответствующее ему максимальное расстояние от фокальной плоскости до изображения как {\displaystyle v_{0}~}, то изменение масштаба при использовании удлинительных колец рассчитывается так:
{\displaystyle m={\frac {v_{0}+b}{f}}-1=m_{0}+{\frac {b}{f}}},
где {\displaystyle b~} — толщина установленного кольца. Толщина удлинительного кольца, необходимого для достижения масштаба {\displaystyle m~}, вычисляется по формуле
{\displaystyle b=f\cdot (m-m_{0})}.

### Уменьшение относительного отверстия объектива
При обычной фотосъёмке объектов, расположенных на расстояниях от бесконечности до ~1 метра фокусировка выполняется выдвижением объектива (или части линз) на небольшую величину. Расстояние от объектива до плоскости изображения при этом увеличивается, а относительное отверстие уменьшается, но изменение последнего настолько незначительно, что при определении экспозиции им можно пренебречь. В случае макросъёмки объектив выдвигается на значительное расстояние, иногда в несколько раз превышающее фокусное, и во столько же раз уменьшается относительное отверстие, так как диаметр выходного зрачка остаётся неизменным.
{\displaystyle k={\frac {v}{v_{\mathcal {1}}}}={\frac {mf+f}{m_{\mathcal {1}}f+f}}=m+1},
где {\displaystyle k~} — коэффициент, показывающий, во сколько раз уменьшилось относительное отверстие объектива.
Таким образом, при съёмке в масштабе 1:1 расстояние до плёнки (матрицы) увеличивается вдвое по сравнению с установкой на бесконечность, и вдвое уменьшается относительное отверстие.
Соответственно, при съёмке с масштабом {\displaystyle m~} выдержка должна быть увеличена в {\displaystyle (m+1)^{2}~} раз по сравнению со съёмкой с фокусом, установленным на бесконечность.
Формула для корректировки выдержки при установке удлинительного кольца для макросъёмки с максимальным увеличением (то есть с минимальным расстоянием фокусировки) выглядит следующим образом:
{\displaystyle {\frac {t}{t_{0}}}=(1+{\frac {b}{v_{0}}})^{2}=(1+{\frac {b}{f(m_{0}+1)}})^{2}},
а при съёмке с установкой на максимально возможную дистанцию съёмки —
{\displaystyle {\frac {t}{t_{\mathcal {1}}}}=({\frac {f+b}{f}})^{2}}.
Поскольку у обычных (не макро) объективов расстояние от фокальной плоскости до плоскости изображения меняется мало, для таких объективов последнюю формулу можно использовать для расчёта поправок, сравнивая экспозицию при установленном удлинительном кольце и минимальном расстоянии фокусировки с экспозицией без удлинительного кольца с фокусировкой на бесконечность. Для макрообъективов такое упрощение неприменимо: у них при фокусировке фокальная плоскость значительно сдвигается, а вместе с ней заметно меняется светосила.

## Техническое исполнение
- Удлинительные кольца без механики привода автоматической диафрагмы.
- Удлинительные кольца, позволяющие обеспечить механическую связь привода диафрагмы на объективе с органами управления в камере.
- Удлинительные кольца современных фотокамер с электрическими контактами, позволяющими электронике аппарата управлять объективом (без электрической связи современная цифровая фотокамера может оказаться неработоспособной). Полностью сохраняется автофокусировка, управление диафрагмой и другие функции.

## Перечень моделей

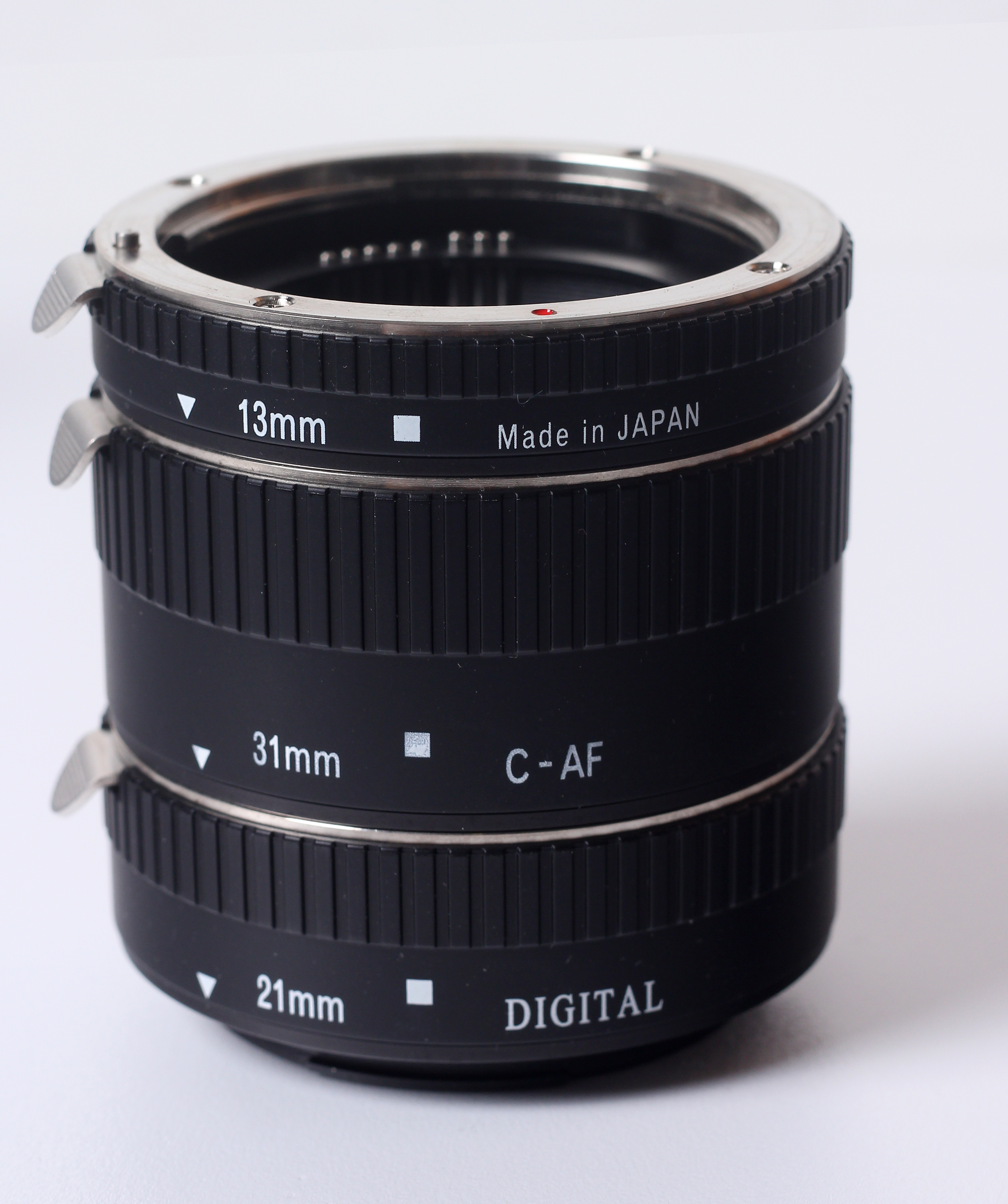
Удлинительные кольца стандарта Canon EF

Удлинительные кольца выпускаются или выпускались для многих байонетов и резьбовых стандартов крепления объективов. Для большинства стандартов сменных объективов в продаже имеются кольца без электрических контактов, также для ряда распространенных систем (Canon EF, Nikon F и другие) выпускаются более дорогие кольца с электрическими контактами, как оригинальные, так и от малоизвестных производителей.

### Canon EF
- В настоящее время выпускаются удлинительные кольца Extension Tube EF 12 II (высота 12 мм) и Extension Tube EF 25 II (25 мм), совместимые, за небольшим исключением, со всеми объективами Canon EF и EF-S. Ранние модели без индекса II не совместимы с объективами EF-S. Удлинительные кольца поддерживают обмен информацией между фотоаппаратом и объективом и автофокусировку.

### СССР
Как правило, удлинительные кольца выпускаются комплектами из нескольких колец разной толщины.
- Комплект из четырёх колец толщиной 5; 8; 16,4 и 26 мм с резьбой М39×1 для дальномерных фотоаппаратов «ФЭД» — «Зоркий», старых «Зенитов».
  - Кольцо толщиной 16,4 мм могло быть использовано для установки объективов от фотоаппарата «Зенит» на дальномерные аппараты. Функция дальномера, естественно, не сохранялась.
- Комплект из трёх колец толщиной 7, 14 и 28 мм с резьбой M42×1 без привода диафрагмы.
- Комплект из трёх колец толщиной 7, 14 и 28 мм с резьбой M42×1 с приводом диафрагмы.
- Комплект из трёх колец толщиной 7, 14 и 28 мм с байонетом К для фотоаппаратов «Зенит-Автомат».
- Комплект из трёх колец толщиной 7, 14 и 28 мм с байонетом Н для фотоаппаратов «Киев-17».
- Комплект из двух колец толщиной 19 и 48 мм с байонетом Б для фотоаппаратов «Киев-60».
- Комплект из двух колец толщиной 19 и 48 мм с байонетом В для фотоаппаратов «Салют», «Киев-88».